# Terziite
Terziite (bułg. Терзиите) – wieś w Bułgarii, w obwodzie Wielkie Tyrnowo, w gminie Wielkie Tyrnowo. W 2024 roku liczyła 3 mieszkańców.